# Пафнутиј Чебишов
Пафнути Лавович Чебишев (рус. Пафнутий Львович Чебышёв; Боровск, 16. мај 1821 — Санкт Петербург, 9. децембар 1894 је био руски математичар познат по заснивању петроградске математичке школе средином 19. века.
Чебишев је радио на теорији бројева, да би 1850. доказао тзв. Бертранов постулат да за n&nbsp;&gt;&nbsp;3 постоји најмање један прост број између n и 2n&minus;2. Међутим, данас је најпознатији по својим радовима у теорији вероватноће.